# F Sharp
F# – wieloparadygmatowy język programowania zawierający w sobie głównie cechy języka funkcyjnego, ale umożliwiającym także pisanie kodu imperatywnego oraz obiektowego. Jest językiem silnie typowanym zaprojektowanym w celu pisania prostego, solidnego i wydajnego kodu do rozwiązywania złożonych problemów. F# łączy w sobie cechy takie jak zwięzłość, wydajność i ekspresywność. Język ten jest przykładem otwartego oprogramowania.
F# należy do rodziny języków ML, ale posiada również funkcjonalności inspirowane innymi językami, np. leniwe sekwencje wzorowane na języku Haskell. Posiada także funkcjonalności nieobecne w innych językach programowania, na przykład wbudowaną obsługę jednostek miar.

## Przykładowe programy
W przypadku wykonywania kodu języka F# w interaktywnej powłoce fsharpi, każde wyrażenie musi być zakończone dwoma średnikami (;;).

### Program "Hello world"
```
printfn
 
"Witaj, Świecie!"

```

### ŻądanieHTTP
```
open
 
System.Net

let
 
httpGet
 
(
url
 
:
 
string
)
 
=

  
use
 
wc
 
=
 
new
 
WebClient
()

  
wc
.
DownloadString
(
url
)

httpGet
 
"https://pl.wikipedia.org/wiki/F_Sharp"

```

### Leniwie wartościowanyCiąg Fibonacciego
```
/// Ciąg Fibonacciego od trzeciego wyrazu

let
 
fibonacciSeq
 
=
 
Seq
.
unfold
 
(
fun
 
(
x
,
 
y
)
 
->
 
Some
(
x
 
+
 
y
,
 
(
y
,
 
x
 
+
 
y
)))
 
(
0
,
 
1
)

/// Lista zawierająca pięć pierwszych elementów ciągu

let
 
firstFive
 
=
 
Seq
.
take
 
5
 
fibonacciSeq
 
|>
 
Seq
.
toList

// val it : int list = [1; 2; 3; 5; 8]

/// Dziewiąty element ciągu

let
 
ninth
 
=
 
Seq
.
item
 
8
 
fibonacciSeq

// val it : int = 55

/// Funkcja obliczająca średnią pierwszych `n' elementów ciągu

let
 
seqAverage
 
seq
 
n
 
=

  
Seq
.
take
 
n
 
seq

  
|>
 
Seq
.
map
 
float

  
|>
 
Seq
.
average

/// Funkcja obliczająca średnią pierwszych `n' elementów ciągu Fibonacciego wykorzystująca ``auto-currying''

let
 
fibonacciAverage
 
=
 
seqAverage
 
fibonacciSeq

fibonacciAverage
 
10

// val it : float = 23.1

```